# Château de Scey
Le château de Scey (ou château Saint-Denis ou castel Saint-Denis) est un château protégé des monuments historiques, situé sur les communes françaises de Chassagne-Saint-Denis et de Cléron dans le département du Doubs, en Franche-Comté.

## Localisation
Le château est situé sur un éperon rocheux séparant la vallée de la Loue et le ravin de Valbois sur la commune de Chassagne-Saint-Denis. Il culmine à une altitude située entre 478 et 496 mètres, domine la vallée de la Loue de plus de 150 mètres et surplombe le village de Scey-en-Varais à l'ouest.

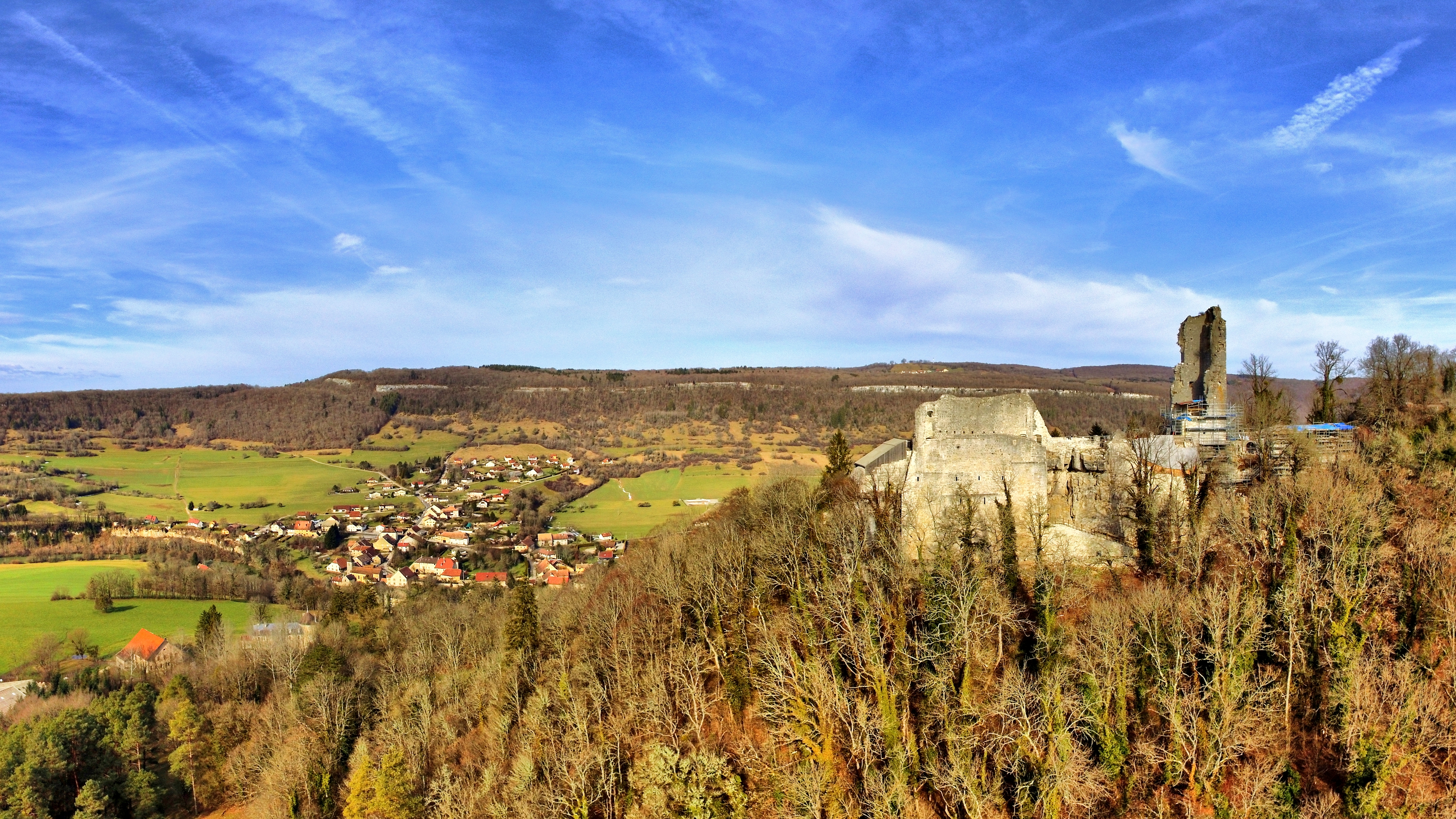
Le château au dessus de Scey.
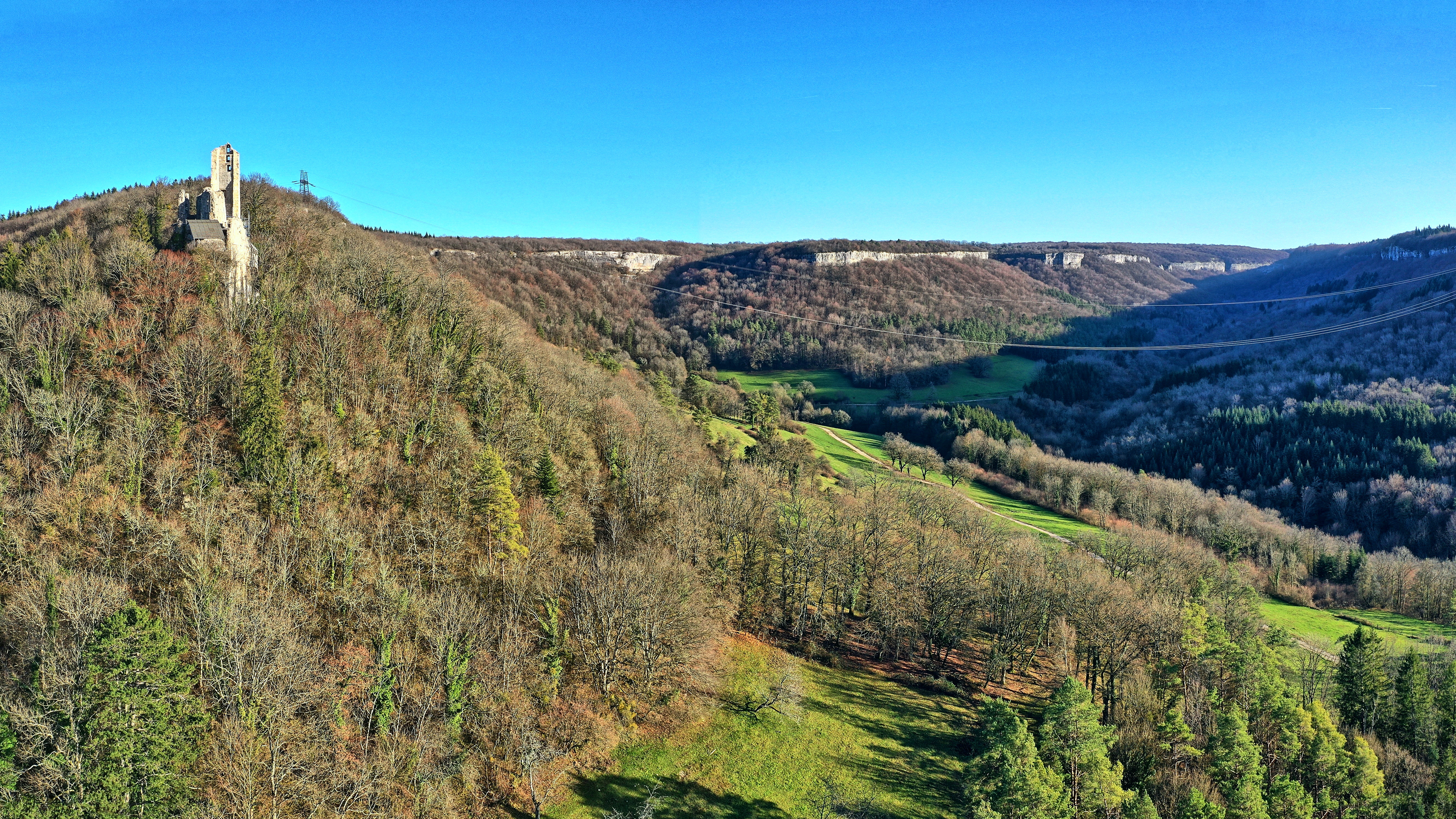
Le château devant le ravin de Valbois.
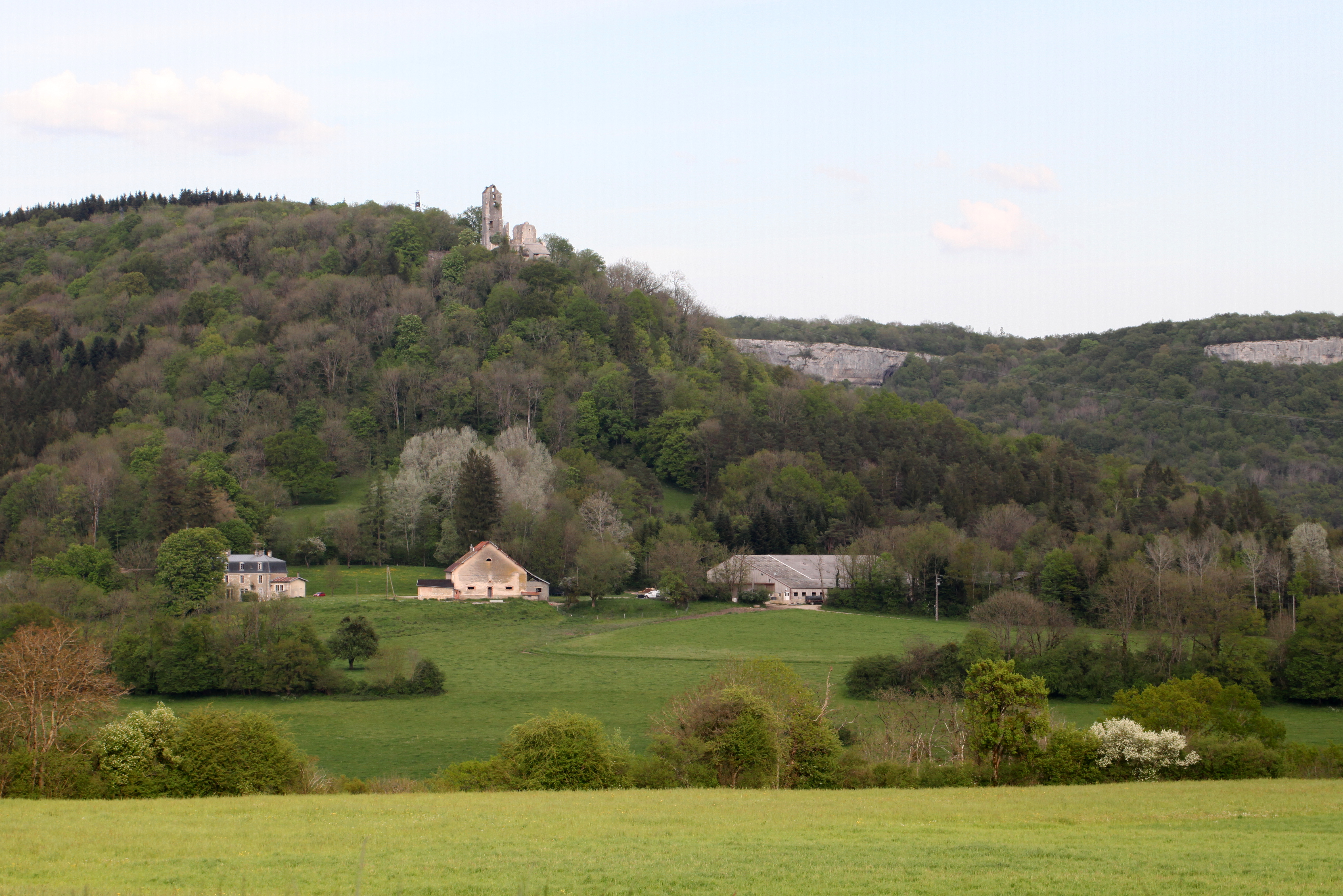
Vue panoramique sur le château depuis Scey.

## Historique

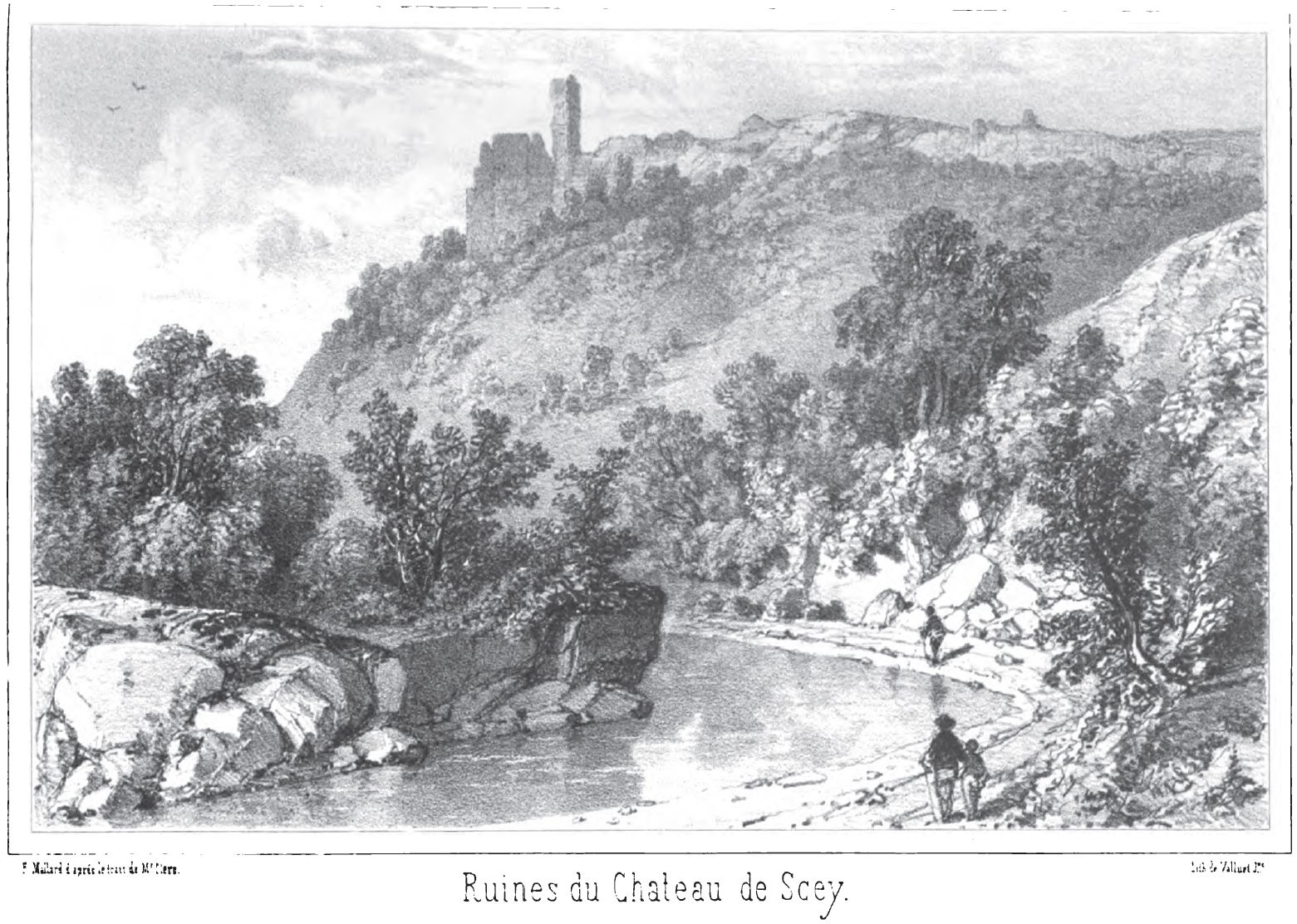
Gravure de 1840 représentant les ruines du château de Scey.

Une occupation du site du château est attestée dès le Xe siècle, bien que divers tessons retrouvés sur le site montrent une occupation fixe ou temporaire bien avant cette époque,. Le château est mentionné une première fois en 1083,. Une première tour, dite tour Saint-Denis, encore debout de nos jours, est érigée en 1166 par Pierre de Scey, nommé gardien du comté de Bourgogne par l'empereur Frédéric Ier,. Une deuxième tour dite tour Montsoufflot, aujourd'hui disparue, est construite à l'extrémité de l'éperon rocheux après 1179,
Le château et le bourg sont une première fois occupés par les routiers en 1364, puis mis à sac par les troupes de Louis XI en 1479 ou 1480,. L'empereur germanique Maximilien autorise la refortification du château en 1494 et en 1550, Nicolas Perrenot de Granvelle rachète le site afin de la reconstruire entre 1565 et 1576,.
A nouveau assiégé par les troupes suédoises en 1639, c'est en 1674 que ce château est définitivement détruit sur ordres de Louis XIV.
Par arrêté du 16 mars 1934, le site contenant les ruines du château est classé et le 6 avril 1987, les ruines du château, l'avant-cour et le sous-sol correspondant à la totalité de l'ensemble des ruines de ce château sont classés au titre des monuments historiques. La consolidation des ruines a été entreprise à partir de 1995 par l'association Alternative Chantiers relayée après 2012 par API 25, association d'insertion par l'activité économique. Après la restauration des murs de la basse-cour, hauts de 8 m, les travaux se poursuivent pour consolider la tour et aménager un accès à l'intérieur du château (2019), puis suivra la réfection de la voûte de la citerne et l'aménagement d'un belvédère, et enfin la restauration de la sommellerie.

## Description

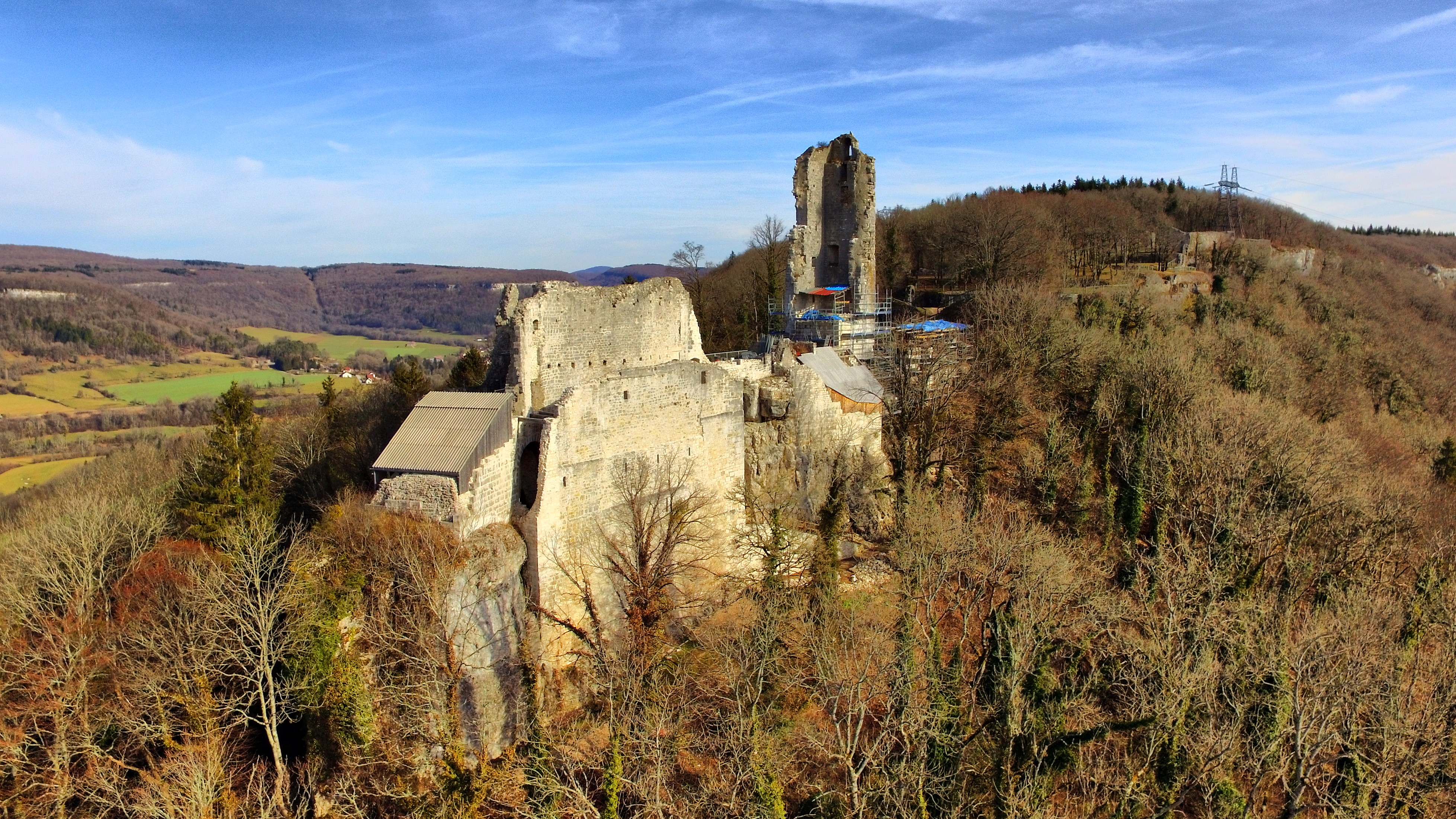
Vue générale du château.

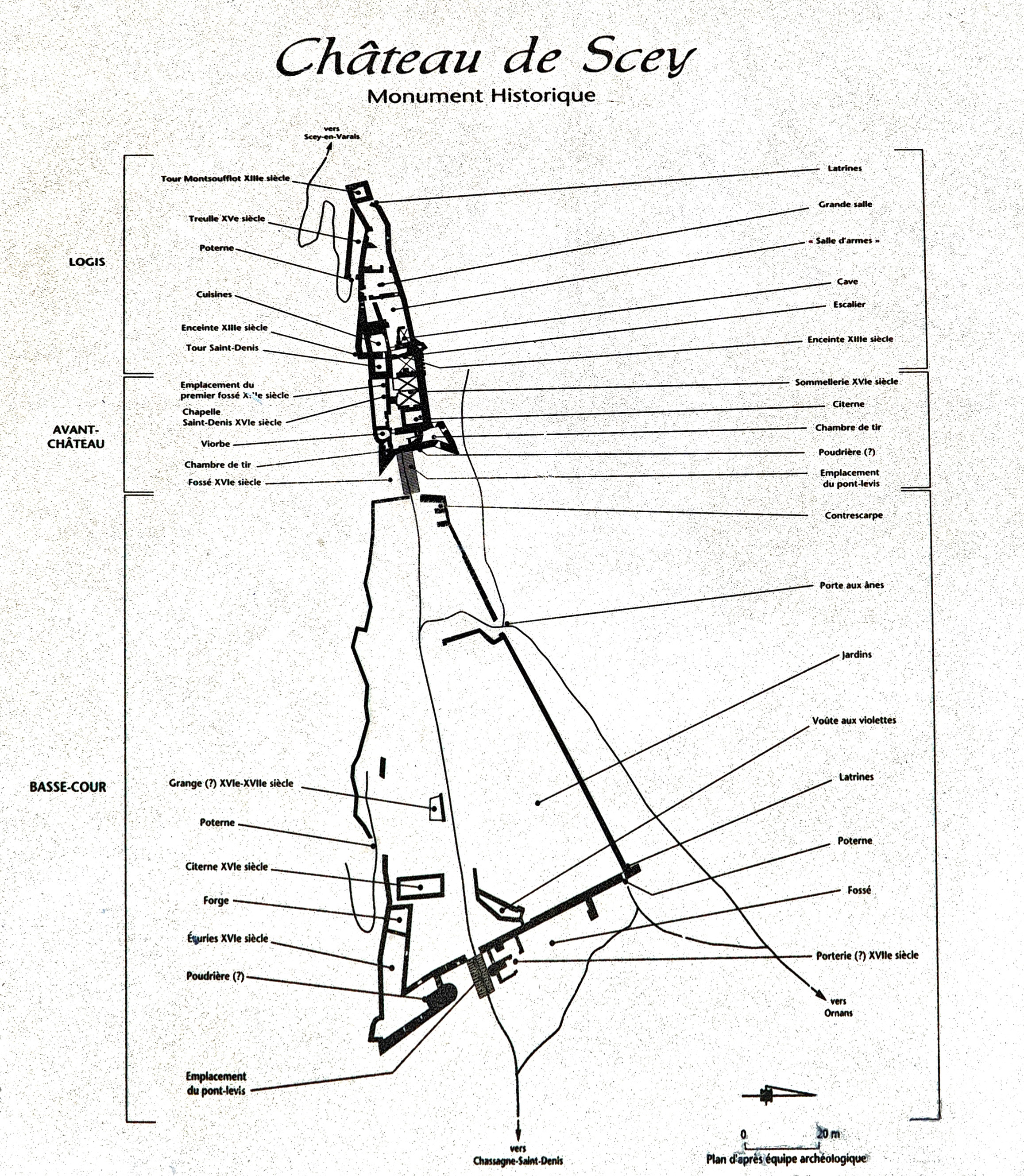
Plan du château.

Le château peut être décomposé en plusieurs parties distinctes : la basse-cour, l'avant château et le logis sur la pointe de l'éperon.

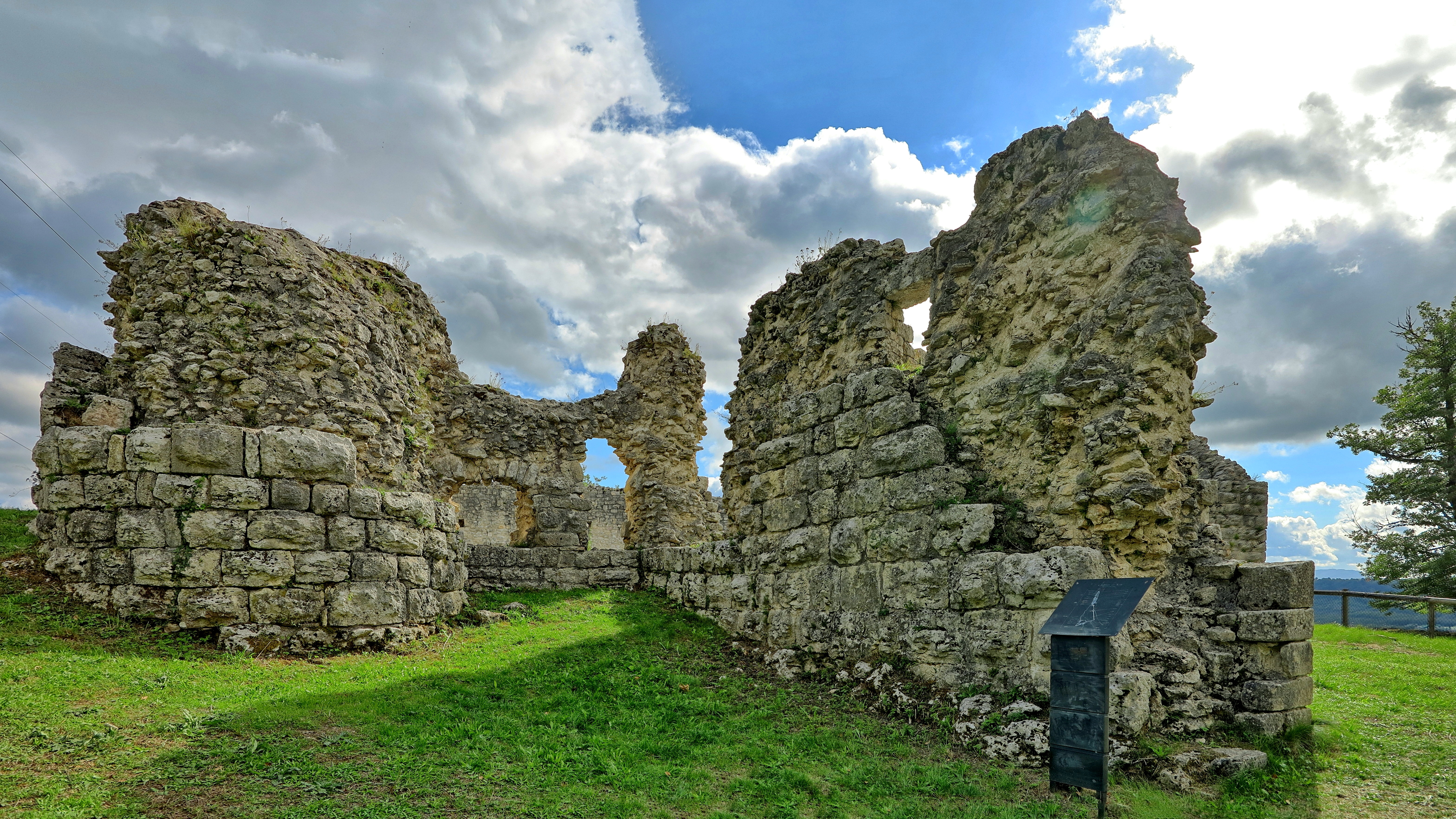
Rempart est du château.

### La basse cour
L'ensemble des constructions semble dater des XVIe et XVIIe siècles et forme un trapèze dont les côtés sont de 78 et 22 mètres pour une longueur de 110 mètres. Cet espace contenait des dépendances (forge, citerne, écuries) et quelques maisons d'habitation,.
La citerne était alimentée par des canalisations récupérant l'eau de pluie.
La sommellerie était l'endroit où étaient stockés les vins d'origine locale (vallée de la Loue) : Pulsart, Arbois, Noirin, Gamay, Savagnin, Lausannois.

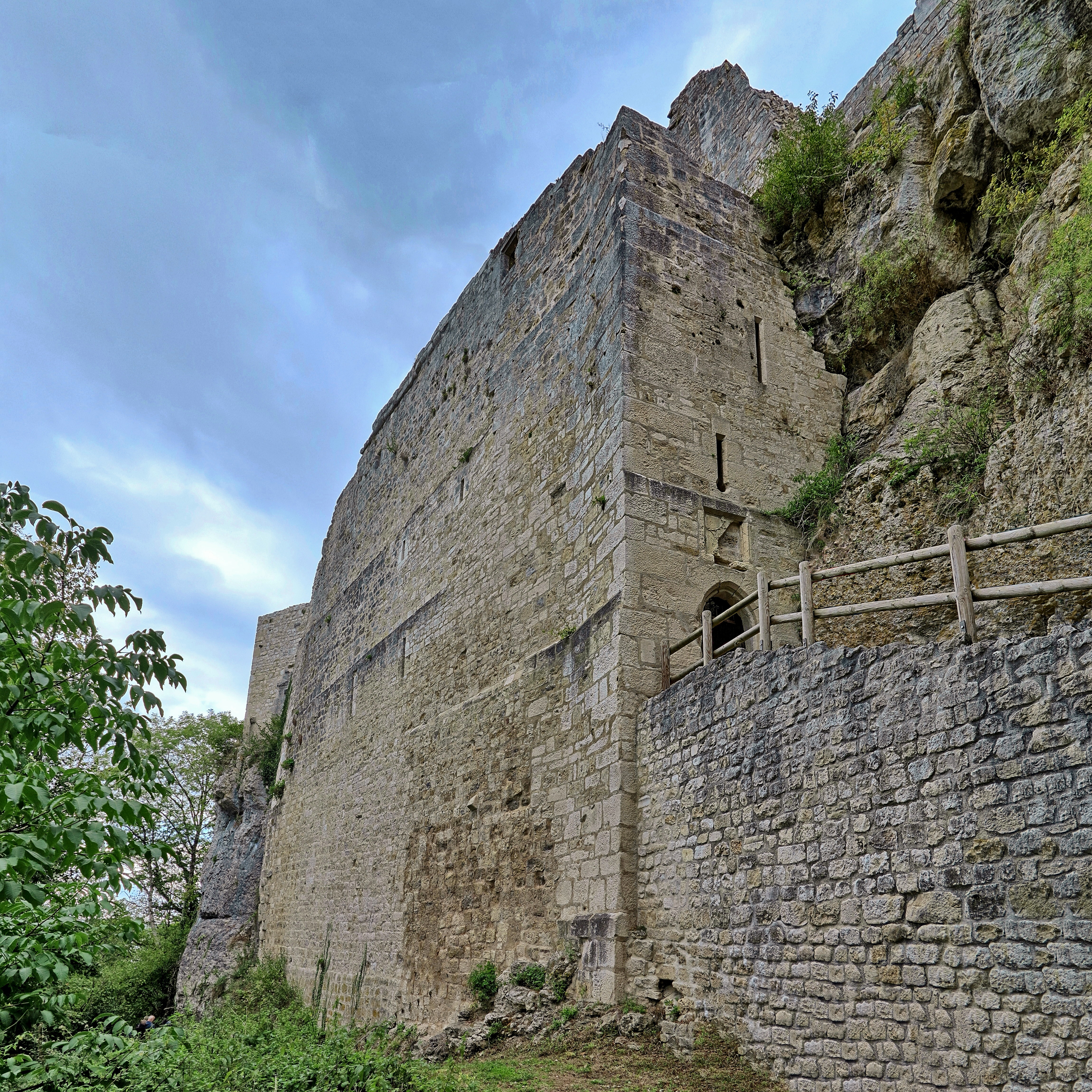
La poterne sud.

### L'avant château
Séparé de la basse-cour par un fossé, cette partie rectangulaire de 42 mètres sur 16 mètres, organisé autour d'une cour centrale, regroupait une partie des logis et la chapelle et semble dater principalement du XVIe siècle.
Vers 1480, débute la construction de la chapelle ; l'édifice ne sera achevé qu'entre 1565 et 1576. Elle est accolée à la tour maîtresse dite « Saint-Denis » et possédait à l'étage le logis du prêtre attachée à la chapelle. Elle possédait également une liaison avec la sommellerie.
La tour Saint-Denis, construite par Pierre de Scey à partir de 1166, doit son nom à la chapelle qui lui a été adjointe au XVIe siècle. De cette tour, il ne reste que deux pans de murs, mais qui donne une idée de ce qu'était le style médiéval comtois. Elle fut réaménagée par Richard Maire au XVIe siècle.

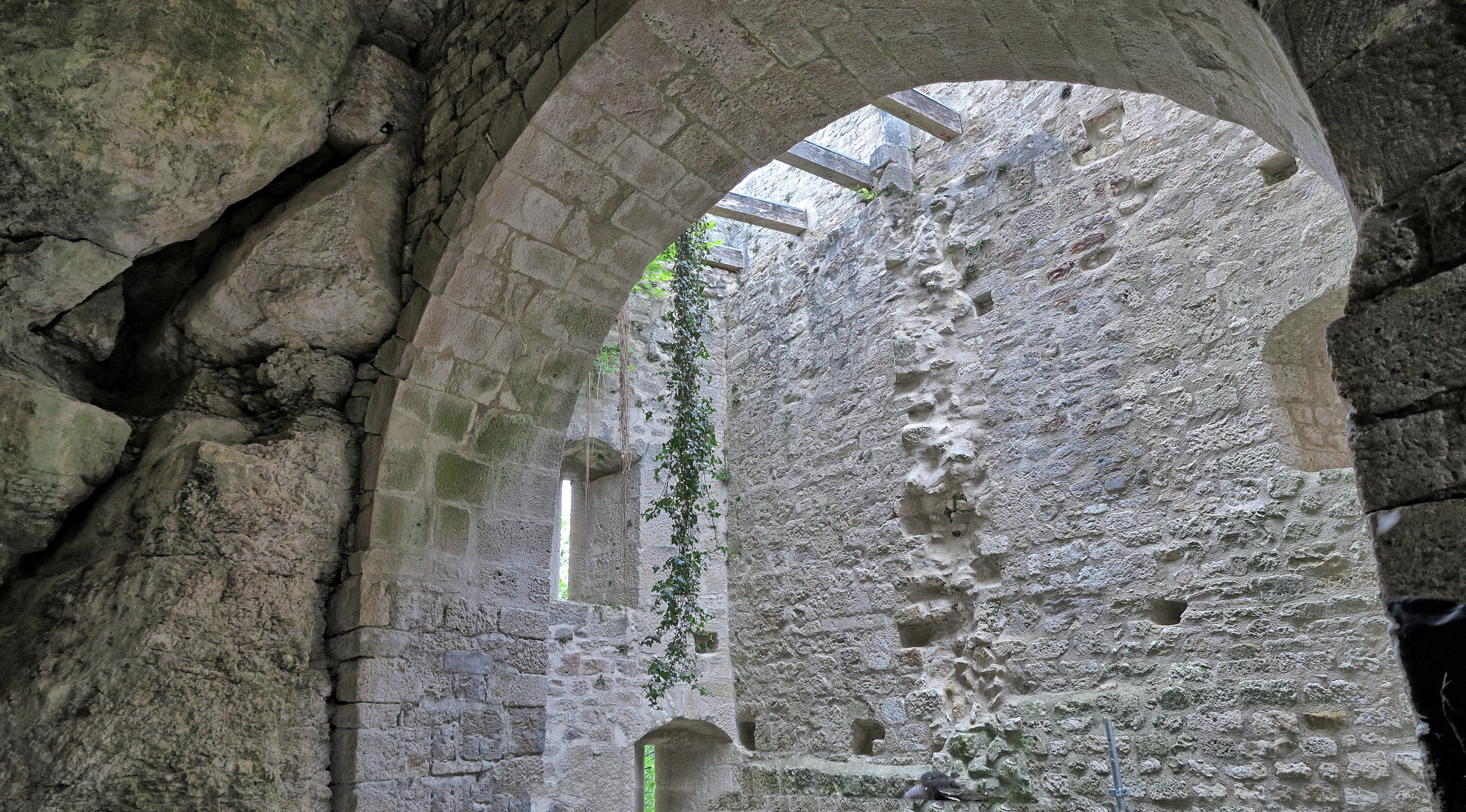
Passage voûté vers le treulle.

### Le logis
Sur la pointe de l'éperon, entre les deux tours Saint-Denis et Monsoufflot, s'articule sur une aire quasi rectangulaire de 60 mètres de long sur 14 mètres de largeur la partie résidentielle du château : aux constructions des XIIe et XIIIe siècles sont venues se greffer des constructions plus récentes du XVIe siècle. Cette partie du château regroupait les lieux de vie à savoir la grande salle (salle d'armes), cuisines et chambres.
La salle d'armes ou grande salle, était destinée aux réceptions, aux fêtes et servait de « vitrine » montrant le prestige de la famille aux hôtes. En regard de cette salle se trouvaient les cuisines surmontées des chambres dites « neuves ». Le Pallas (vieux corps de Logis), dont les origines remontent au XIIIe siècle était le lieu de résidence du seigneur et de sa famille. Rénové par Maire, le Treulle constitue une partie des logis, et était accolé à la tour Montsoufflot qui s'élevait à l'extrême pointe de l'éperon rocheux.

### références
1. ↑  Guyot et Carlier 2004, p. 13.
2. 1 2  Le castel Saint Denis sur le site de la DREAL Franche-Comté
3. 1 2 3 4  Guyot et Carlier 2004, p. 6.
4. ↑  Guyot et Carlier 2004, p. 88.
5. 1 2 3 4 5 6 7 8  Fiche de l'inventaire général: « Château fort dit Château de Scey ou Château Saint-Denis », notice no IA25000177, sur la plateforme ouverte du patrimoine, base Mérimée, ministère français de la Culture.
6. 1 2 3  Guyot et Carlier 2004, p. 9.
7. ↑  Guyot et Carlier 2004, p. 11.
8. ↑  « Château de Scey », notice no PA00101623, sur la plateforme ouverte du patrimoine, base Mérimée, ministère français de la Culture
9. ↑  Monique Clémens, « Le castel Saint-Denis », En Vadrouille - Franche-Comté, no 16,‎ 2018, p. 71.
10. 1 2 3 4  Guyot et Carlier 2004, p. 15.
11. ↑  Guyot et Carlier 2004, p. 8.
12. ↑  Guyot et Carlier 2004, p. 10.